# Teosinte
El teosinte (también, teocinte, teocintle o teosintle) (del náhuatl teōcintli) (Zea perennis) (conocido coloquialmente como madre del maíz, maicillo, chapule) es cualquier especie de género Zea, con la excepción de Zea mays, el maíz. Es el antepasado silvestre del maíz, que con la agricultura (la discriminación de granos entre los grupos nómadas y recolectores) se domesticó en México prehispánico. Según investigaciones arqueológicas, la selección y la consecuente mutación ocurrió sobre todo en el río Balsas, en un proceso que comenzó hace unos nueve mil años.

## Especies
- Zea diploperennis
- Zea luxurians
- Zea mays
  - Zea mays mexicana
- Zea nicaraguensis
- Zea perennis

## Origen del término
El término «teosintle» acompañó a la primera acepción de Guatemala, y no se usa en México. Curiosamente, algunos miembros del género emparentado Tripsacum  puede haber sido localmente referenciado como "teosinte"  como también como Cycas.
Habría tanto teosintes anuales como perennes. Zea diploperennis y Z. perennis son perennes, y las otras taxas son anuales. Todas son diploides (n=10) con la excepción de Z. perennis: tetraploide (n=20). 
Las diferentes especies y subespecies de teosinte han sido clasificadas y distinguidas sobre la base de morfología, citogenética, diferencias en proteínas y ADN, fitogeografía, aunque las dos perennes son simpátricas, o sea altamente similares. El teosinte más mezclado sería Z. mays ssp. huehuetenangensis donde combina una morfología parecida a Z. m. ssp. parviglumis con muchas terminaciones cromosomáticas y una posición isozima entre las dos secciones. 